# Škoda 9Tr
Škoda 9Tr — тролейбус, який випускався з 1960 до 1982 року чехословацьким підприємством «Škoda-Ostrov» і став однією з «легендарних», наймасовіших моделей тролейбусів, що експлуатувались у республіках СРСР — загалом близько 5 тис. машин. Загальна кількість випущених тролейбусів — 7439 екземплярів.

## Технічні характеристики

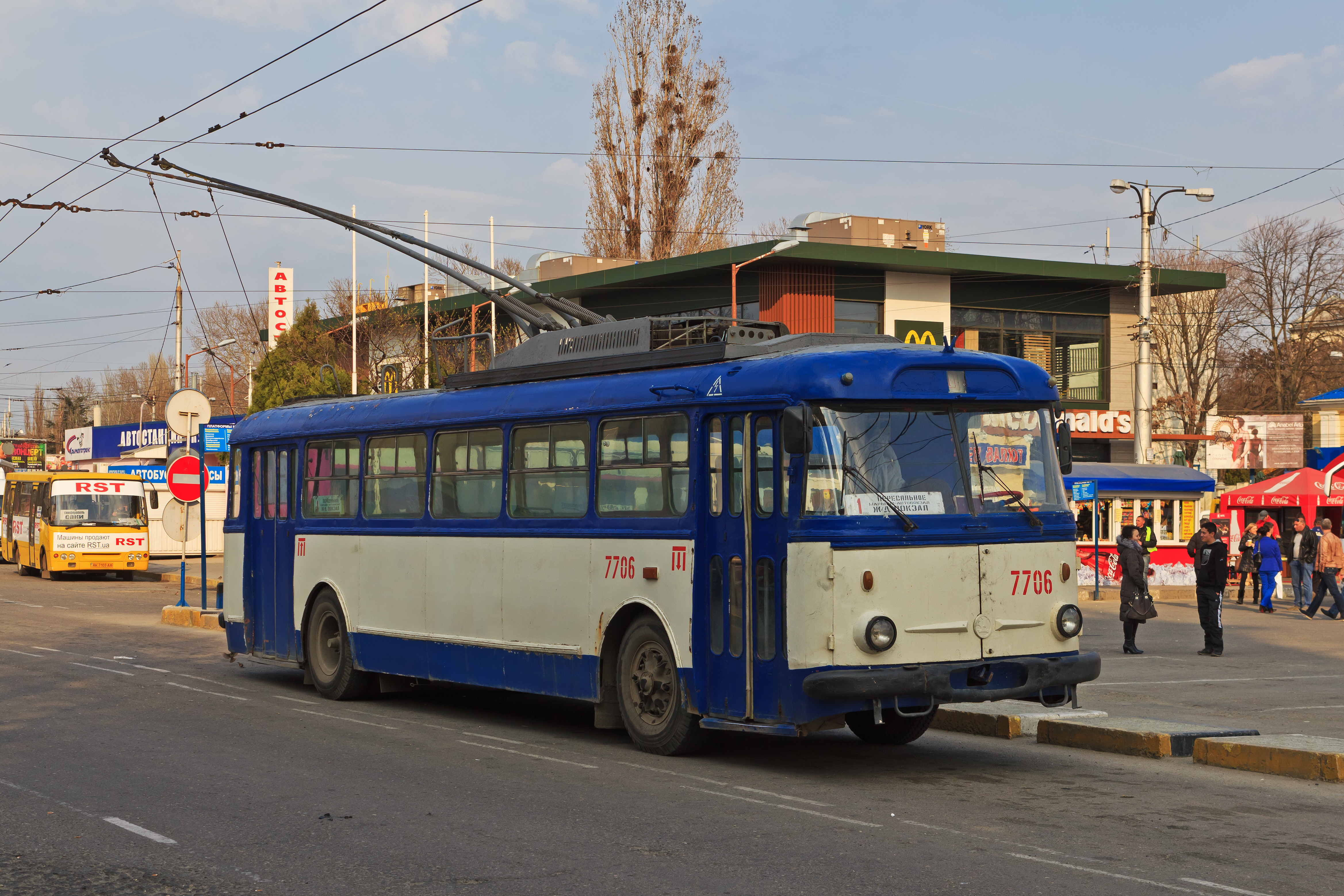
Škoda 9Tr в Сімферополі біля залізничного вокзалу. Дводверна модифікація для СРСР

Кузов тролейбуса виготовлявся в двох варіантах: з двома або трьома дверима ширмового типу.
Привід дверей — пневматичний.
Система керування тяговим електродвигуном — реостатно-контакторна в Škoda 9Tr (Škoda 9TrH) і тиристорно-імпульсна Škoda 9TrHT.
Для СРСР виготовлялась спеціальні дводверні модифікації. Це було пов'язано із радянською системою оплати проїзду — пасажири входили через задні двері, де знаходився кондуктор і виходили через передні. Наприкінці 1970-х років виробництво дводверних модифікацій було припинене.
Підсилювач руля пневматичний (Škoda 9Tr) гідравлічний (Škoda 9TrH, Škoda 9TrHT)

## Історія

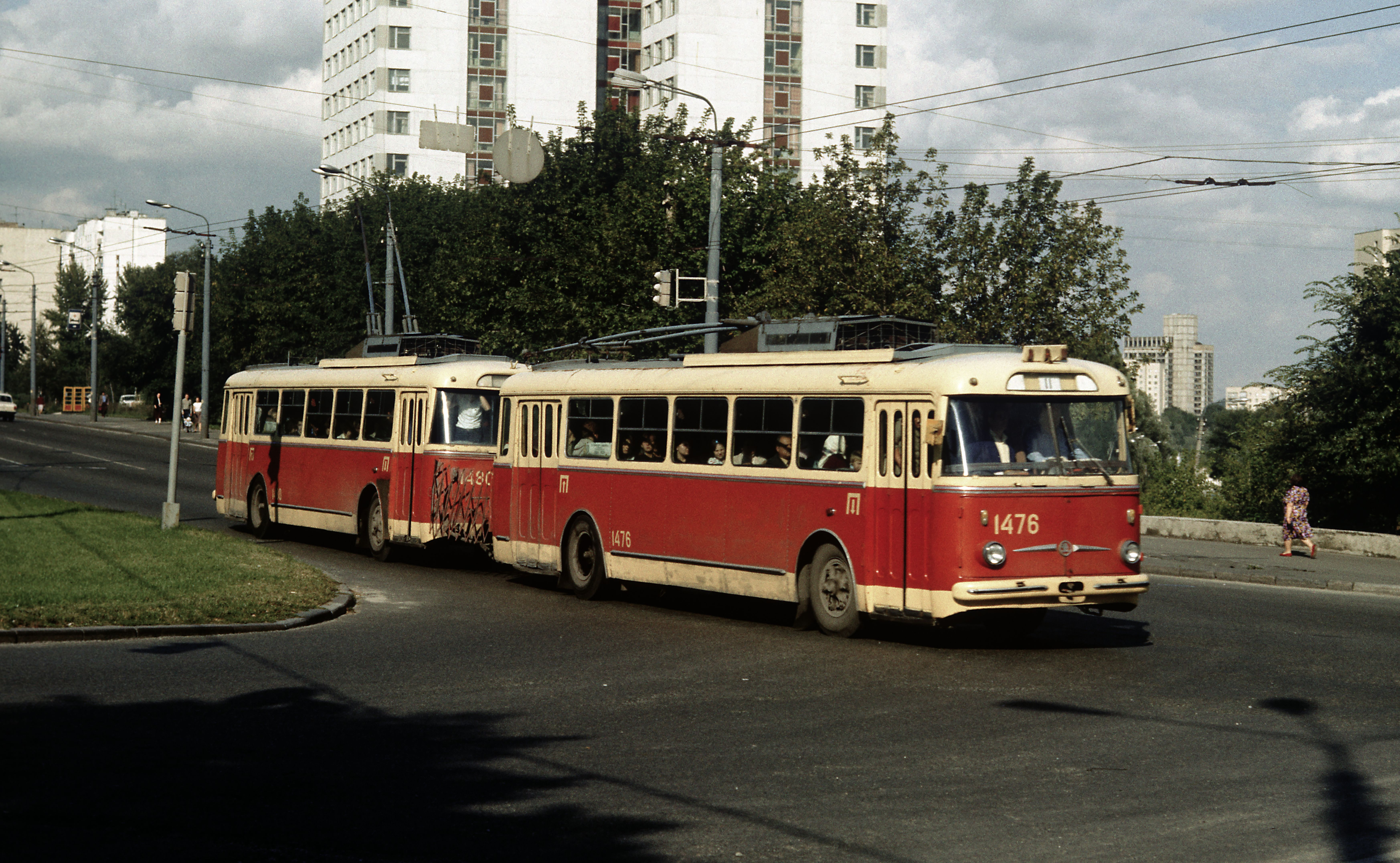
Поїзд з двох тролейбусів Škoda 9Tr з'єднаних за системою Володимира Веклича в Києві (1986 рік)

Škoda 9Tr — одна з найбільш елегантних і масових моделей тролейбусів, випущених в Європі. Серед 29 модифікацій Škoda 9Tr були лівобічні машини для індійського Бомбея (нині — Мумбаї), куди 12 машин було поставлено у 1961 році, 20 машин в північному виконанні — для норвезького Бергена, невелика партія під назвою Sahara у 1965 році була побудована для Каїра, однак поставку потім скасували на користь італійських машин. Велика частина Škoda 9Tr була побудована для міст СРСР. Випуск різних модифікацій дев'ятої серії тривав до 1982 року.
Можливо, саме високі на той час технічні характеристики чехословацького тролейбусу і можливість роботи за системою багатьох одиниць і зумовили його велику популярність в СРСР.
Система з'єднання Škoda 9Tr в поїзди була розроблена не на їх батьківщині, а є суто київським винаходом. У 1968 році київський винахідник Володимир Веклич  успішно закінчив роботу по адаптації своєї системи до тролейбусів Škoda 9Tr . На їх основі Київським заводом електротранспорту і Ленінградським заводом по ремонту міського електротранспорту було розроблено робочу документацію з подальшим впровадженням поїздів більше ніж у 20 містах СРСР. Максимальна кількість тролейбусних поїздів  Škoda 9Tr — 296 одиниць  експлуатувалось у Києві у 1983 році, що складало 55 процентів від всього парку київських тролейбусів. Використання поїздів тільки у Києві у 1983 році дозволило підняти провізну спроможність тролейбусного транспорту в 1,6 рази і зменшити потребу у водіях на 800 чоловік  . Економічний ефект від впровадження одного поїзду в рік у Києві становив 3258 крб., а всього по Києву з початку експлуатації по кінець 1989 року 12,676 млн.крб. Створений Векличем транспортний засіб був настільки вчасним і затребуваним, що його виробництво було поставлено на промислову основу задовго до того, як він отримав право на життя . Тролейбусні поїзди до 1976 року експлуатувались нелегально, хоча тільки в Києві їх було більше 160 одиниць . Тільки відсутність аварій з вини їх конструкції не створило проблем. Перед початком їх експлуатації необхідно було провести прийомні випробування та розробити відповідні технічні умови, що не було зроблено, тому що Державтоінспекції СРСР не могла визначитися з організацією, якій можна було б доручити цю нестандартну задачу, бо досвіду випробувань нерейкових поїздів ні в кого не було. Тільки в 1975 році на це уповноважили ДАІ УРСР. Введенням в дію ТУ «Поїзд тролейбусний»  31 березня 1976 року поїзди були узаконені  . Максимальна кількість тролейбусних поїздів  Škoda 9Tr, що експлуатувалися на одному маршруті — близько 60 одиниць  на маршруті № 18 в Києві.
Найбільша кількість тролейбусів Škoda 9tr використовувалося в Києві - 1220 одиниць. В тролейбусних депо Києва з 1974 до 1983 року Škoda 9Tr була взагалі єдиним типом рухомого складу (за винятком пробних екземплярів і дослідних експлуатацій тролейбусів інших моделей). 
Тролейбуси цієї моделі відмінно зарекомендували себе в умовах складного рельєфу, зокрема, на найбільшій у світі гірській тролейбусній трасі «Сімферополь — Ялта», на окремих ділянках якої перебувають в постійній експлуатації і сьогодні. Перші 40 тролейбусів Škoda 9Tr почали працювати на маршруті 1962 року. Також, зокрема, з цієї причини дані тролейбуси експлуатувались в Грузії, Азербайджані та Вірменії.

## Факти
- Час показав, що Škoda 9Tr є достатньо надійною машиною — деякі з них відпрацювали понад 35 років, а деякі працюють і нині.
- Багато водіїв до цього часу вважають Škoda 9Tr найбільш надійною і найбільш витривалою серед інших моделей тролейбусів.
- При заявленій швидкості в 60 км/год порожній тролейбус на перегоні завдовжки 2 км міг розвинути і більшу швидкість — за 90км/год.
- Škoda 9Tr достатньо комфортна за рахунок напівм'яких сидінь, опалювання салону, відсутності шуму під час зупинки (крім Škoda 9TrH, і Škoda 9TrHT)

## Експлуатація в Україні
У Києві починаючи з 1983 року тролейбуси Škoda 9Tr почали замінюватись новими Škoda 14Tr, а пізніше румунськими ДАК-217Е, і Škoda 15Tr. Останні тролейбуси Škoda 9Tr були зняті з експлуатації у 1996 році, будучи в експлуатації 34 роки.

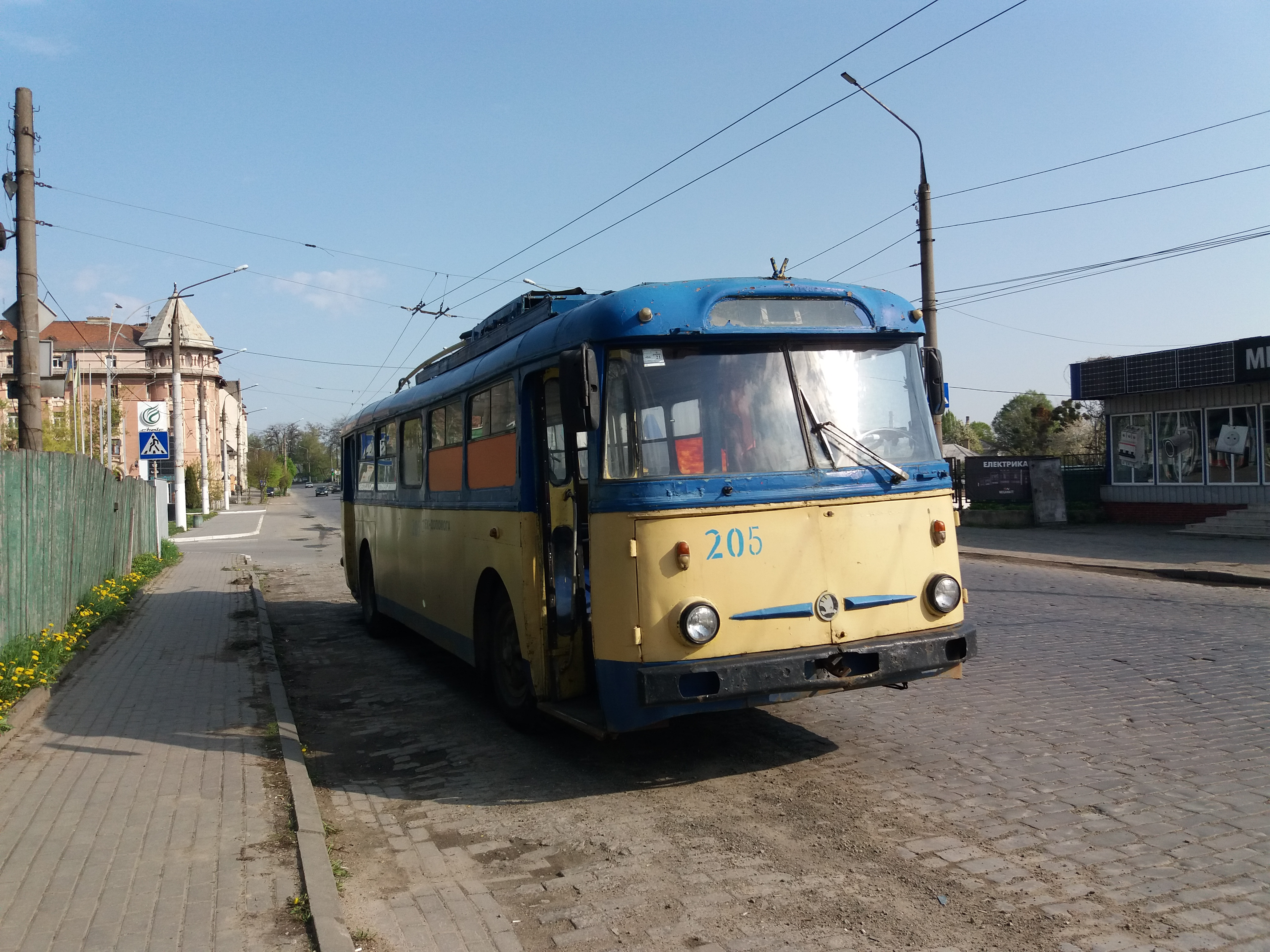
Тролейбус техдопомоги в Чернівцях (2022)

У Рівному Škoda 9Tr продовжують успішно експлуатуватися на тролейбусних маршрутах і дотепер. У Рівному Škoda 9Tr ще 2011 року складали половину парку (перебувало 39 тролейбусів Škoda 9Tr з 80 на балансі), станом на 2019 рік в парку пасажирських тролейбусів Рівного налічувалося 11 ретро-тролейбусів «Skoda 9Tr».
Розподіл тролейбусів по містах України станом на 01.10.2022:
- у Рівному експлуатується 9 одиниць[14];
- у Тернополі експлуатується 1 одиниця як «технічна допомога».

Крім того, у Києві та Луцьку є службові машини. Зокрема, останній у Києві робочий екземпляр моделі 9tr22 функціонує під номером «1431» як буксир-маневровий у Куренівському тролейбусному депо (виготовлений у середині 1970-х, відновлений 2011).  
У Чернівцях експлуатується 2 «техдопомоги» (№ 205, 206), 1 службова (№ 214) та 1 музейна машина (№ 208).
З 2016 року тролейбуси Škoda 9Tr виведені з регулярної пасажирської експлуатації на маршрутах Сімферополя, Алушти та Ялти.
30 листопада 2020 року у Рівному відзначили подію, з нагоди 60-річчя експлуатації тролейбусів Škoda 9Tr (№ 001). Саме цей тролейбус відкривав тролейбусний рух у місті Рівне.

## Галерея

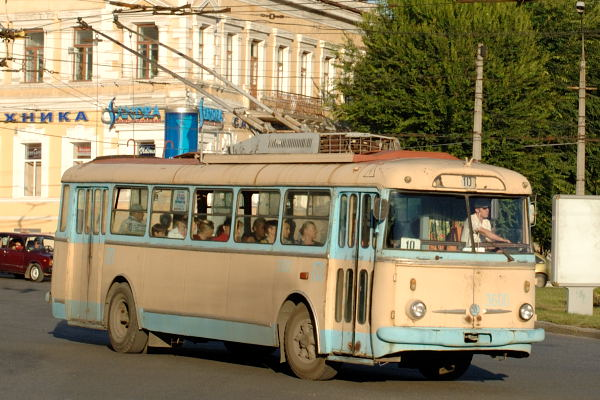
Škoda 9Tr в Сімферополі
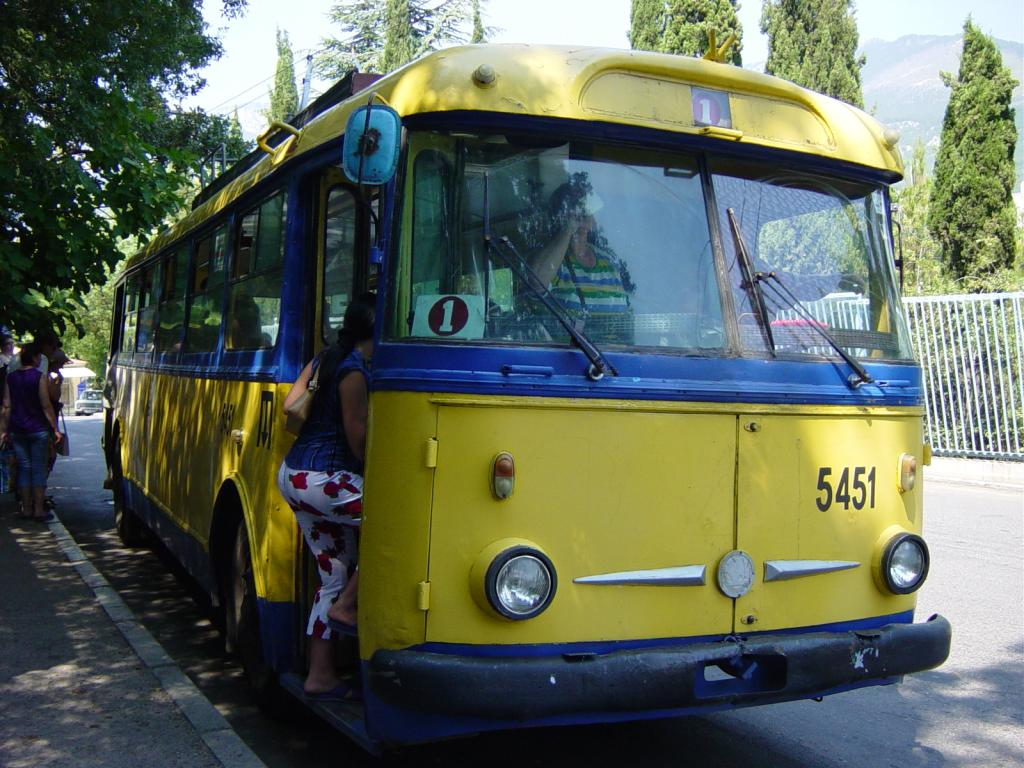
Škoda 9Tr в Ялті
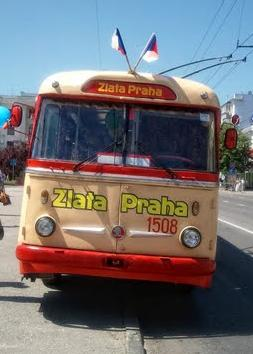
Екскурсійна Škoda 9Tr «Zlata Praha» в Сімферополі
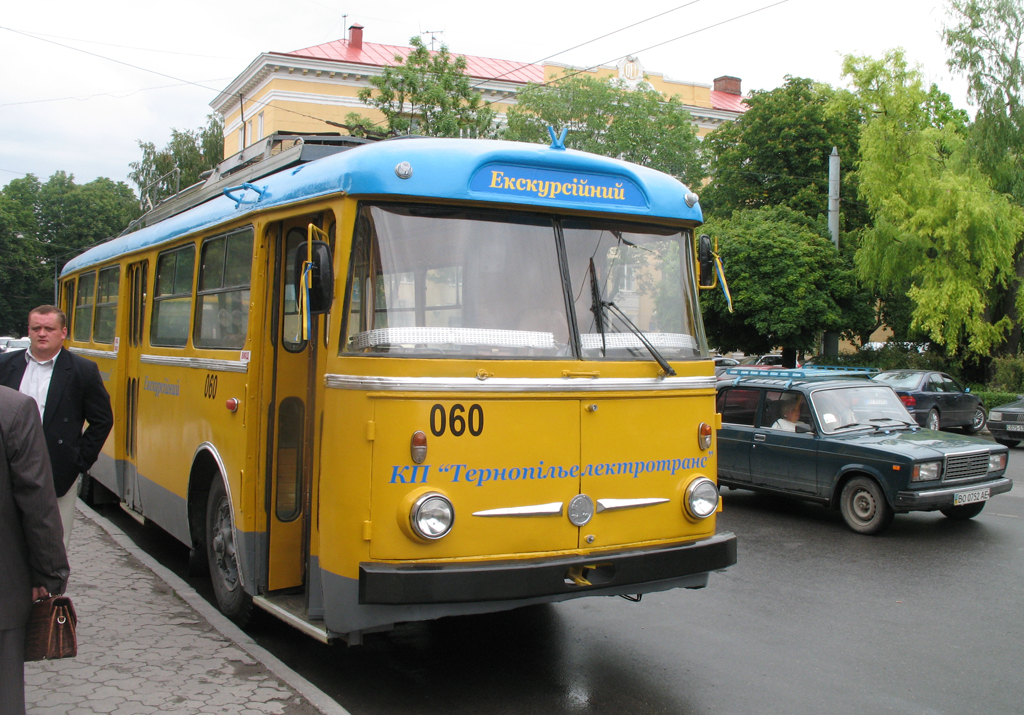
Екскурсійна Škoda 9Tr в Тернополі